# Кылылькикэ
Кылылькикэ (устар. Кымиль-Кикя) — река в России, протекает по территории Ямало-Ненецкого автономного округа. Устье реки находится в 67 км по левому берегу реки Печчалькы. Длина реки составляет 18 км.

## Данные водного реестра
По данным государственного водного реестра России относится к Нижнеобскому бассейновому округу, водохозяйственный участок реки — Таз. Речной бассейн реки — Таз.
Код объекта в государственном водном реестре — 15050000112115300067370.